# Конкрынка
Конкрынка (каз. Көңқырын) — село в Шортандинском районе Акмолинской области Казахстана. Входит в состав сельского округа Бектау. Код КАТО — 116841400.
Легенда гласит, что поселок был основан еще задолго до того, как в этих краях укрепилась советская власть. Еще при Царской России, здесь коротал свое время прямой потомок графа Канкрина, который находился в ссылке за неугодные политические взгляды. Ради своего дитя граф Канкрин, Егор Францевич, выбрал лучшее место, учитывая климат, близость водных источников, а также плодотворную землю (Казахский мелкосопочник).
Обустройство территории началось с отведения акведуков (Акведук) и насаждений многолетних хвойных деревьев (Сосна обыкновенная). К сожалению, после Советской власти и всеобщей коллективизации (Малый Октябрь), от старинных зданий остались только камни, но до сих пор кое-где видна кладка вековых водоотводов, и растут столетние хвойные деревья, черенки которых, когда-то были привезены с курорта Бурабай (национальный парк).
Однако, не смотря на свое царское прошлое, уже в советское время (Освоение целины), неподалеку от села был построен на тот момент знаменитый круглогодичный детско-юношеский лагерь.
Еще одной достопримечательностью села можно назвать центральные качели, которые находятся в самом сердце соснового бора. По словам местных жителей, этим качелям насчитывается больше 120-лет.
На сегодняшний день, село процветает.
Ежегодно количество посетителей, желающих устроить пикник (Кемпинг) в лесу , либо заняться рыбалкой на берегу "Конкрынской Плотина", где ловят Щука, Плотвы, линь и Караси переваливает тысячу человек.

## География
Село расположено в северной части района, на расстоянии примерно 18 километров (по прямой) к востоку от административного центра района — посёлка Шортанды, в 4 километрах к югу от административного центра сельского округа — села Бектау.
Абсолютная высота — 415 метров над уровнем моря.
Ближайшие населённые пункты: село Бектау — на севере, село Каражар — на востоке.

## Население
В 1989 году население села составляло 249 человек (из них русские — 41%, украинцы — 30%).

В 1999 году население села составляло 228 человек (109 мужчин и 119 женщин). По данным переписи 2009 года, в селе проживали 193 человека (99 мужчин и 94 женщины).
| Численность населения | Численность населения | Численность населения |
| 1989                  | 1999                  | 2009                  |
| --------------------- | --------------------- | --------------------- |
| 249                   | ↘228                  | ↘193                  |

## Инфраструктура
В селе функционируют:
- медицинский пункт
- магазин
- многофункциональная детская площадка
- устройства линии электропередач (ЛЭП)
- хозяйственно-питьевой водопровод категории В1
- телефонная, сотовая связи и интернет

Кроме того, поддерживаются:
- личное подсобное хозяйство
- частные коммерческие крестьянские хозяйства
- животноводство
- частный бизнес

Близ села в сторону золотых рудников (Жолымбетское месторождение) проходит автодорога областного значения — КС-4 (Шортанды (Шортандинский район) - Жолымбет).

## Улицы[6]
- ул. Болашак
- ул. Кабанбай батыра
- ул. Каныша Сатбаева
- ул. Сарыозек